# 傑佛遜鎮區 (密蘇里州約翰遜縣)
傑佛遜鎮區（英語：Jefferson Township）是位於美國密蘇里州約翰遜縣的一個行政鎮區。

## 地方資料
傑佛遜鎮區的面積為155.22平方千米，當中陸地面積為154.23平方千米，而水域面積為0.99平方千米。根據2020年美國人口普查的數據，當地共有人口635人，而人口密度為每平方千米4.09人。